# Abdul Haris Nasution

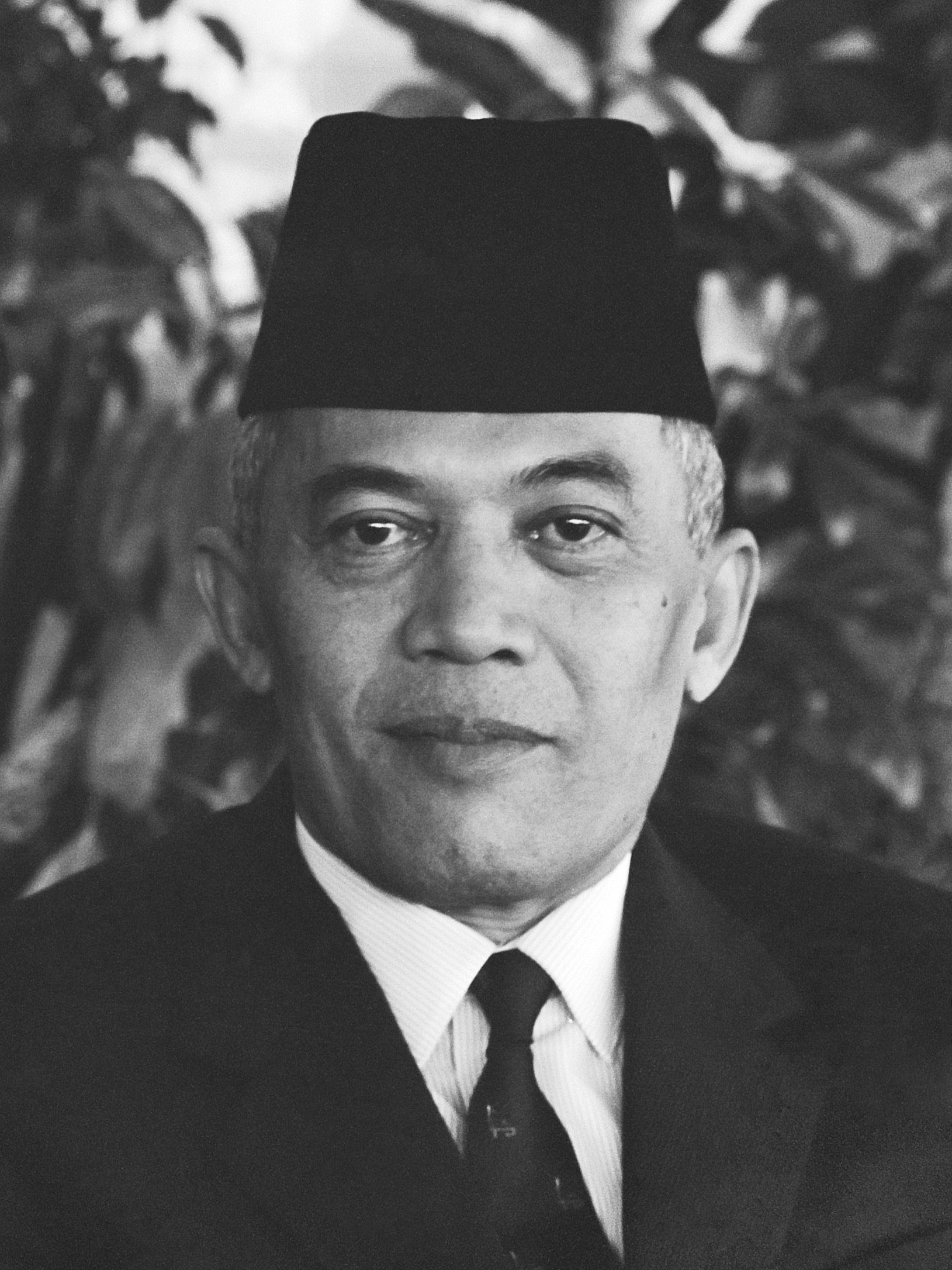
Abdul Haris Nasution (1971)

Abdul Haris Nasution (* 3. Dezember 1918 in Kotanopan, Tapanuli, Niederländisch-Indien; † 6. September 2000 in Jakarta) war ein indonesischer General der Streitkräfte Indonesiens (Tentara Nasional Indonesia) und Politiker, der für seine Verdienste um Indonesien, besonders während des Unabhängigkeitskrieges gegen die Niederlande, mit dem 1959 eingeführten Titel eines Nationalhelden (Gelar Pahlawan Nasional Indonesia) ausgezeichnet wurde und neben Suharto und Soedirman der einzige Fünf-Sterne-General (Jenderal Besar) in der Geschichte der indonesischen Streitkräfte war.

## Leben
Nasution trat 1941 in die Streitkräfte Niederländisch-Indiens ein, schloss sich aber kurze Zeit später nach dem Einmarsch der kaiserlich-japanischen Armee einer kollaborationistischen Untergrundbewegung an, die in der Hoffnung auf eine Beendigung der jahrhundertealten niederländischen Kolonialherrschaft gegen die Alliierten im Zweiten Weltkrieg kämpfte.
Nach dem Ende des Zweiten Weltkrieges sowie der Erklärung der Unabhängigkeit Indonesiens von den Niederlanden am 17. August 1945 durch die beiden Führer der Unabhängigkeitsbewegung, Sukarno und Mohammad Hatta, übernahm er eine führende Rolle in dem von 1945 bis 1949 dauernden Unabhängigkeitskrieg zwischen den Niederlanden und der nicht anerkannten Republik und war während dieser Zeit von 1946 bis 1948 Kommandeur des für Jawa Barat zuständigen regionalen Militärkommandos (Kodam III/Siliwangi) in Bandung.
Als es nach Beendigung des Unabhängigkeitskrieges am 27. Dezember 1949 zur formellen Anerkennung der Unabhängigkeit kam, wurde er Chef des Stabes der Streitkräfte und behielt diese Funktion bis 1952. In dieser Zeit formte er aus der Guerilla des Unabhängigkeitskrieges entstandenen Truppe eine einheitliche Armee und schloss rebellische Einheiten aus.

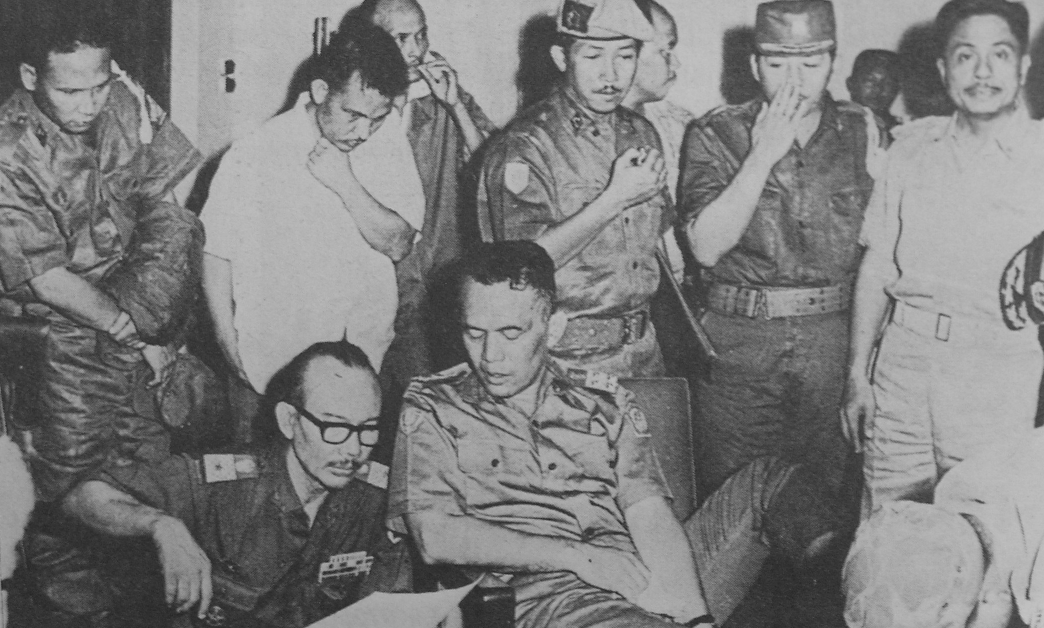
Nasution (Bildmitte, mit Fußverletzung) während des Umsturzversuchs durch die von Suharto kommandierte Kostrad am 30. September 1965

Im August 1950 kam es zu Auseinandersetzungen zwischen Präsident Sukarno und der Armeeführung. Während Nasution als Chef des Generalstabes die Modernisierung und Verkleinerung des Heeres verlangte, wandte sich Sukarno gegen eine Reform, von der er die Verdrängung seiner Gefolgsleute aus militärischen Positionen fürchtete. Die Lage spitzte sich in den folgenden zwei Jahren weiter zu und führte am 17. Oktober 1952 zu einem Putschversuch Nasutions. Dieser blieb jedoch erfolglos, weil es Sukarno gelang, gestützt auf seine Partei Nasional Indonesia (PNI), im Bündnis mit der Kommunistischen Partei die Volksmassen gegen den Umsturzversuch zu mobilisieren. Kurz darauf wurde Nasution als Chef des Generalstabes der Tentara Nasional Indonesia (TNI) entlassen und durch Oberst Bambang Soegeng abgelöst.
Nachdem es auch nach den am 29. September 1955 abgehaltenen Parlamentswahlen nicht zu einer politischen Stabilisierung kam, wurde Nasution von Präsident Sukarno am 7. November 1955 wieder in den aktiven Militärdienst zurückberufen und als Nachfolger von Oberst Bambang Utoyo erneut zum Chef des Generalstabes der Armee (Kepala Staf TNI Angkatan Darat) ernannt und behielt dieses Amt bis zum 22. Juni 1962. In dieser Funktion zerschlug er 1956 eine Rebellion von Armeeeinheiten, die aus Sorge vor einem wachsenden kommunistischen Einfluss von der CIA unterstützt wurde. Nach dem Ende dieser Aufstände in Sumatra, Sulawesi, Maluku und Kalimantan, die rund 30.000 Todesopfer forderten, beschloss Präsident Sukarno die Einführung einer „gelenkten Dekomratie“.
Als am 15. Februar 1958 lokale Militärbefehlshaber und Politiker der Opposition in Padang eine Revolutionäre Regierung der Republik Indonesien errichteten, die mit Waffenhilfen aus den USA und Großbritannien unterstützt wurde, wurden im April 1958 die auf Java stationierten Truppenverbände eingesetzt, die die Revolutionäre Regierung zur Kapitulation zwangen.
Diese Loyalität zur Republik führte letztlich zu einer Stärkung seiner Position sowie der Rolle der Streitkräfte, die fortan über Jahrzehnte einen durch Autoritarismus geprägten direkten Einfluss auf die nationale Politik Indonesien nahmen. Sein eigener Einfluss vergrößert sich dadurch, dass er am 10. Juli 1959 Verteidigungsminister wurde und damit den Zivilisten Djoeanda Kartawidjaja ablöste, der wiederum das Amt des Finanzministers übernahm. Allerdings folgte ihm am 23. Juni 1962 Generalmajor Achmad Yani als Chef des Armeestabes.

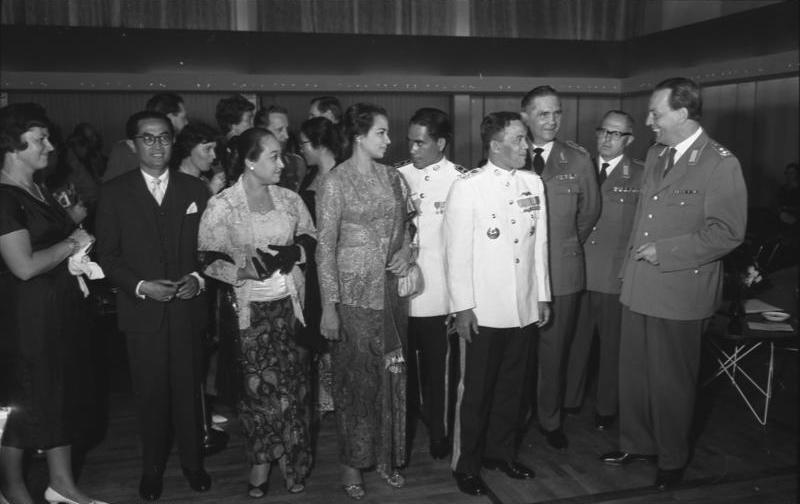
Empfang des Verteidigungsministers von Indonesien, Nasution, in Bonn, 1961

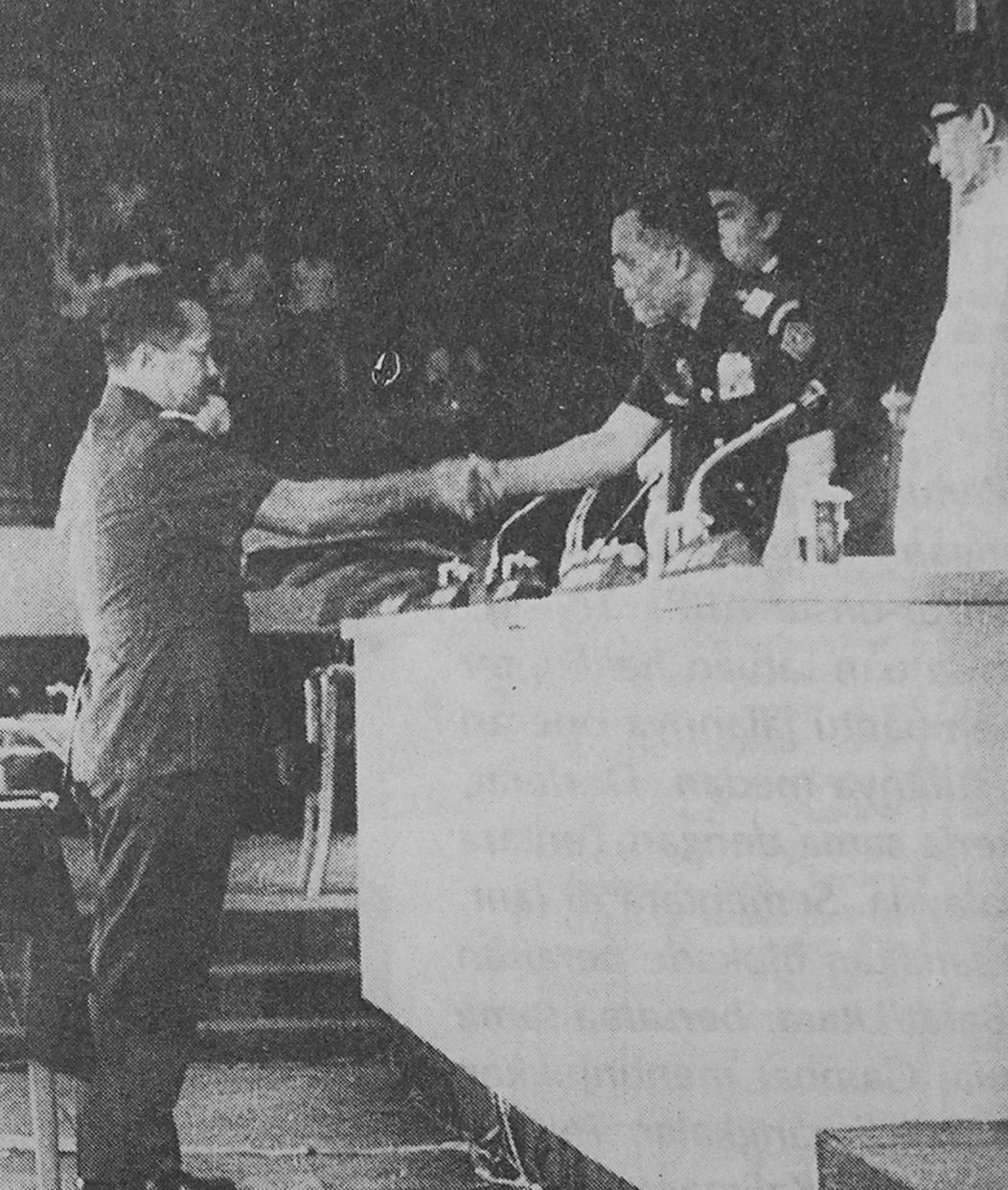
Nasution (rechts) gratuliert als Präsident der Majelis Permusyawaratan Rakyat Suharto zur Wahl zum Präsidenten am 12. März 1967

Als es nach einem vermeintlichen Umsturzversuch durch die Bewegung 30. September am 30. September 1965 zu einem Gegenputsch unter dem Kommando von Generalmajor Suharto, dem Befehlshaber der Eliteeinheit Kostrad, kam, kamen zahlreiche führende Militärs ums Leben und im Anschluss kam es zum Massakern, in dessen Verlauf mindestens 500.000 Menschen – die Schätzungen schwanken zwischen 500.000 und bis zu 3 Millionen Todesopfern – getötet wurden, wobei bei den vom Militär geschürten Pogromen das der Kommunistischen Partei (PKI) verbundene Landproletariat und die chinesische Minderheit besonders betroffen waren und überlebende Gegner in Konzentrationslager gesperrt wurden.
Nasution entkam dem Entführungsversuch, indem er, durch Schüsse verwundet, auf das Gelände der Botschaft des Irak in Jakarta flüchtete. Im Anschluss unterstützte Nasution die Offiziersjunta unter dem Vorsitz von Suharto, musste allerdings das Amt des Verteidigungsministers am 24. Februar 1966 an Generalmajor M. Sarbini abgeben, ehe Suharto dieses Amt am 28. August 1966 schließlich selbst übernahm.
Stattdessen wurde er 1966 Nachfolger von Chaerul Saleh als Präsident der Beratenden Vollversammlung (Majelis Permusyawaratan Rakyat). Diese seit dem Putsch Suhartos vom Militär beherrschte Körperschaft wählte am 12. März 1967 Suharto, der bereits seit dem 11. März 1966 mit einer Vollmacht zur Ausübung der Regierung ausgestattet war, zum Präsidenten und Nachfolger von Sukarno.
Das Amt des Präsidenten der Beratenden Volksversammlung übte Nasution, der später zu einem Kritiker Suhartos wurde, bis zu seiner Ablösung durch Idham Chalid 1972 aus.
Für seine Verdienste um Indonesien, besonders während des Unabhängigkeitskrieges gegen die Niederlande, wurde er mit dem 1959 eingeführten Titel eines Nationalhelden ausgezeichnet.

## Theoretiker des Guerillakrieges
1961 erschien im Kölner Brückenbauer-Verlag Nasutions Werk Der Guerillakrieg. Grundlagen der Guerillakriegführung aus der Sicht des indonesischen Verteidigungssystems in Vergangenheit und Zukunft, das sich grundlegend mit Fragen des Guerillakriegs auseinandersetzte. Vor allem sah Nasution die Gefahr einer Destabilisierung junger Nationalstaaten, falls es Großmächten gelingen sollte, regionale oder lokale ethnische Unabhängigkeitsbewegungen für ihre globalpolitischen Zwecke zu instrumentalisieren. 1965 erschien bei Praeger in New York eine englischsprachige Ausgabe unter dem Titel Fundamentals of guerilla warfare. Die Einleitung stammte von Otto Heilbrunn, einem der führenden angloamerikanischen Experten des Guerillakriegs bzw. der Aufstandsbekämpfung.